# 奧本萊克特雷爾斯 (加利福尼亞州)
奧本萊克特雷爾斯（英語：Auburn Lake Trails）是位於美國加利福尼亞州埃爾多拉多縣的一個人口普查指定地區。

## 地理
奧本萊克特雷爾斯的座標為38°34′52″N 120°57′09″W / 38.58111°N 120.95250°W，而該地最高點為海拔高度584米（即1916英尺）。

## 人口
根據2010年美國人口普查的數據，奧本萊克特雷爾斯的面積為33.02平方千米，當中陸地面積為32.96平方千米，而水域面積為0.06平方千米。當地共有人口3426人，而人口密度為每平方千米103人。